# 감베랄레
감베랄레(이탈리아어: Gamberale)는 이탈리아 아브루초주 키에티현에 있는 코무네이다. 현도인 키에티로부터 81km 거리에 있다.